# Campionati europei di nuoto 2010 - 200 metri farfalla femminili
Le qualifiche per la semifinale si sono svolte la mattina del 14 agosto 2010, mentre la semifinale si è svolta la sera dello stesso giorno. La finale si è svolta la sera del 15 agosto 2010.

## Medaglie
| Posizione | Atleta            | Paese       |
| --------- | ----------------- | ----------- |
| Oro       | Katinka Hosszú    | Ungheria    |
| Argento   | Zsuzsanna Jakabos | Ungheria    |
| Bronzo    | Ellen Gandy       | Regno Unito |

## Record
Prima della manifestazione il record del mondo (RM), il record europeo (EU) e il record dei campionati (RC) erano i seguenti.
| Record mondiale       | 2'01"81 | Liu Zige Cina              | 21 ottobre 2009 Jinan, Cina     |
| Record europeo        | 2'04"27 | Katinka Hosszú Ungheria    | 29 luglio 2009 Roma, Italia     |
| Record dei campionati | 2'05"78 | Otylia Jędrzejczak Polonia | 4 agosto 2002 Berlino, Germania |

Durante la competizione non sono stati migliorati record.

## Risultati batterie
| Pos. | Atleta                 | Nazionalità | Tempo       | Batteria    | Corsia      | Note        |
| ---- | ---------------------- | ----------- | ----------- | ----------- | ----------- | ----------- |
| 1    | Katinka Hosszú         | Ungheria    | 2:08.80     | 4           | 3           |             |
| 2    | Zsuzsanna Jakabos      | Ungheria    | 2:09.02     | 3           | 5           |             |
| 3    | Mireia Belmonte Garcia | Spagna      | 2:09.72     | 3           | 4           |             |
| 4    | Franziska Hentke       | Germania    | 2:09.75     | 4           | 5           |             |
| 5    | Ellen Gandy            | Regno Unito | 2:09.78     | 4           | 4           |             |
| 6    | Aurore Mongel          | Francia     | 2:09.87     | 2           | 5           |             |
| 7    | Anja Klinar            | Slovenia    | 2:09.99     | 4           | 6           |             |
| 8    | Caterina Giacchetti    | Italia      | 2:10.00     | 3           | 6           |             |
| 9    | Jemma Lowe             | Regno Unito | 2:10.36     | 2           | 4           |             |
| 10   | Sara Isaković          | Slovenia    | 2:10.71     | 3           | 7           |             |
| 11   | Lara Grangeon          | Francia     | 2:10.79     | 2           | 3           |             |
| 12   | Sara Freitas Oliveira  | Portogallo  | 2:11.00     | 3           | 1           |             |
| 13   | Martina Granstroem     | Svezia      | 2:11.33     | 3           | 3           |             |
| 14   | Hannah Miley           | Regno Unito | 2:11.98     | 2           | 6           |             |
| 15   | Eszter Dara            | Ungheria    | 2:12.50     | 4           | 7           |             |
| 16   | Martina Van Berkel     | Svizzera    | 2:12.85     | 2           | 7           |             |
| 17   | Emilia Pikkarainen     | Finlandia   | 2:13.42     | 4           | 1           |             |
| 18   | Sara Nordenstam        | Norvegia    | 2:13.46     | 4           | 8           |             |
| 19   | Yana Martynova         | Russia      | 2:13.56     | 4           | 2           |             |
| 20   | Mirela Olczak          | Polonia     | 2:13.72     | 3           | 2           |             |
| 21   | Petra Granlund         | Svezia      | 2:14.59     | 2           | 2           |             |
| 22   | Denisa Smolenova       | Slovacchia  | 2:15.49     | 1           | 5           |             |
| 23   | Anna Lengyel           | Ungheria    | 2:16.75     | 1           | 6           |             |
| 24   | Joerdis Steinegger     | Austria     | 2:17.13     | 1           | 4           |             |
| 25   | Yasemin Rosenberger    | Turchia     | 2:18.78     | 2           | 8           |             |
| 26   | Spela Bohinc           | Slovenia    | 2:19.14     | 1           | 2           |             |
| 27   | Aiste Dobrovolskaite   | Lituania    | 2:19.65     | 1           | 7           |             |
| 28   | Anna Yevchak           | Ucraina     | 2:19.86     | 1           | 3           |             |
|      | Francesca Segat        | Italia      | non partita | non partita | non partita | non partita |
|      | Gráinne Murphy         | Irlanda     | non partita | non partita | non partita | non partita |

## Semifinali
| Pos. | Atleta                 | Nazionalità | Batteria | Corsia | Tempo   | Note |
| ---- | ---------------------- | ----------- | -------- | ------ | ------- | ---- |
| 1    | Katinka Hosszú         | Ungheria    | 2        | 4      | 2:07.92 |      |
| 2    | Ellen Gandy            | Regno Unito | 2        | 3      | 2:08.01 |      |
| 3    | Zsuzsanna Jakabos      | Ungheria    | 1        | 4      | 2:08.18 |      |
| 4    | Caterina Giacchetti    | Italia      | 1        | 6      | 2:08.87 |      |
| 5    | Franziska Hentke       | Germania    | 1        | 5      | 2:08.95 |      |
| 6    | Anja Klinar            | Slovenia    | 2        | 6      | 2:09.11 |      |
| 7    | Aurore Mongel          | Francia     | 1        | 3      | 2:09.23 |      |
| 8    | Mireia Belmonte Garcia | Spagna      | 2        | 5      | 2:09.25 |      |
| 9    | Jemma Lowe             | Regno Unito | 2        | 2      | 2:09.26 |      |
| 10   | Lara Grangeon          | Francia     | 2        | 7      | 2:10.15 |      |
| 11   | Martina Van Berkel     | Svizzera    | 1        | 1      | 2:10.52 |      |
| 12   | Sara Freitas Oliveira  | Portogallo  | 1        | 7      | 2:10.97 |      |
| 13   | Sara Isaković          | Slovenia    | 1        | 2      | 2:11.07 |      |
| 14   | Martina Granstroem     | Svezia      | 2        | 1      | 2:12.22 |      |
| 15   | Sara Nordenstam        | Norvegia    | 1        | 8      | 2:13.45 |      |
| 16   | Emilia Pikkarainen     | Finlandia   | 2        | 8      | 2:14.67 |      |

## Finale
| Pos. | Atleta                 | Nazionalità | Corsia | Tempo   | Note |
| ---- | ---------------------- | ----------- | ------ | ------- | ---- |
|      | Katinka Hosszú         | Ungheria    | 4      | 2:06.71 |      |
|      | Zsuzsanna Jakabos      | Ungheria    | 3      | 2:07.06 |      |
|      | Ellen Gandy            | Regno Unito | 5      | 2:07.54 |      |
| 4    | Mireia Belmonte Garcia | Spagna      | 8      | 2:08.30 |      |
| 5    | Aurore Mongel          | Francia     | 1      | 2:08.87 |      |
| 6    | Franziska Hentke       | Germania    | 2      | 2:09.01 |      |
| 7    | Caterina Giacchetti    | Italia      | 6      | 2:09.28 |      |
| 8    | Anja Klinar            | Slovenia    | 7      | 2:09.44 |      |